# Carbonicola (Carbonicolaceae)
Carbonicola is een geslacht van korstmossen dat behoort tot orde Carbonicolaceae. De typesoort is Carbonicola anthracophila.

## Soorten
Volgens Index Fungorum bevat het geslacht uit drie soorten (peildatum september 2023):
| Soortnaam                 | Auteur(s)                   | Publicatiejaar |
| ------------------------- | --------------------------- | -------------- |
| Carbonicola anthracophila | (Nyl.) Bendiksby & Timdal   | 2013           |
| Carbonicola foveata       | (Timdal) Bendiksby & Timdal | 2013           |
| Carbonicola myrmecina     | (Ach.) Bendiksby & Timdal   | 2013           |